# Skads Sogn
Skads Sogn (auch: Skast Sogn) ist eine Kirchspielsgemeinde (dän.: Sogn)  im südlichen Dänemark. Bis 1970 gehörte sie zur Harde Skast Herred im damaligen Ribe Amt, danach zur Esbjerg Kommune im erweiterten Ribe Amt, die im Zuge der  Kommunalreform zum 1. Januar 2007 in der „neuen“  Esbjerg Kommune in der Region Syddanmark aufgegangen ist.

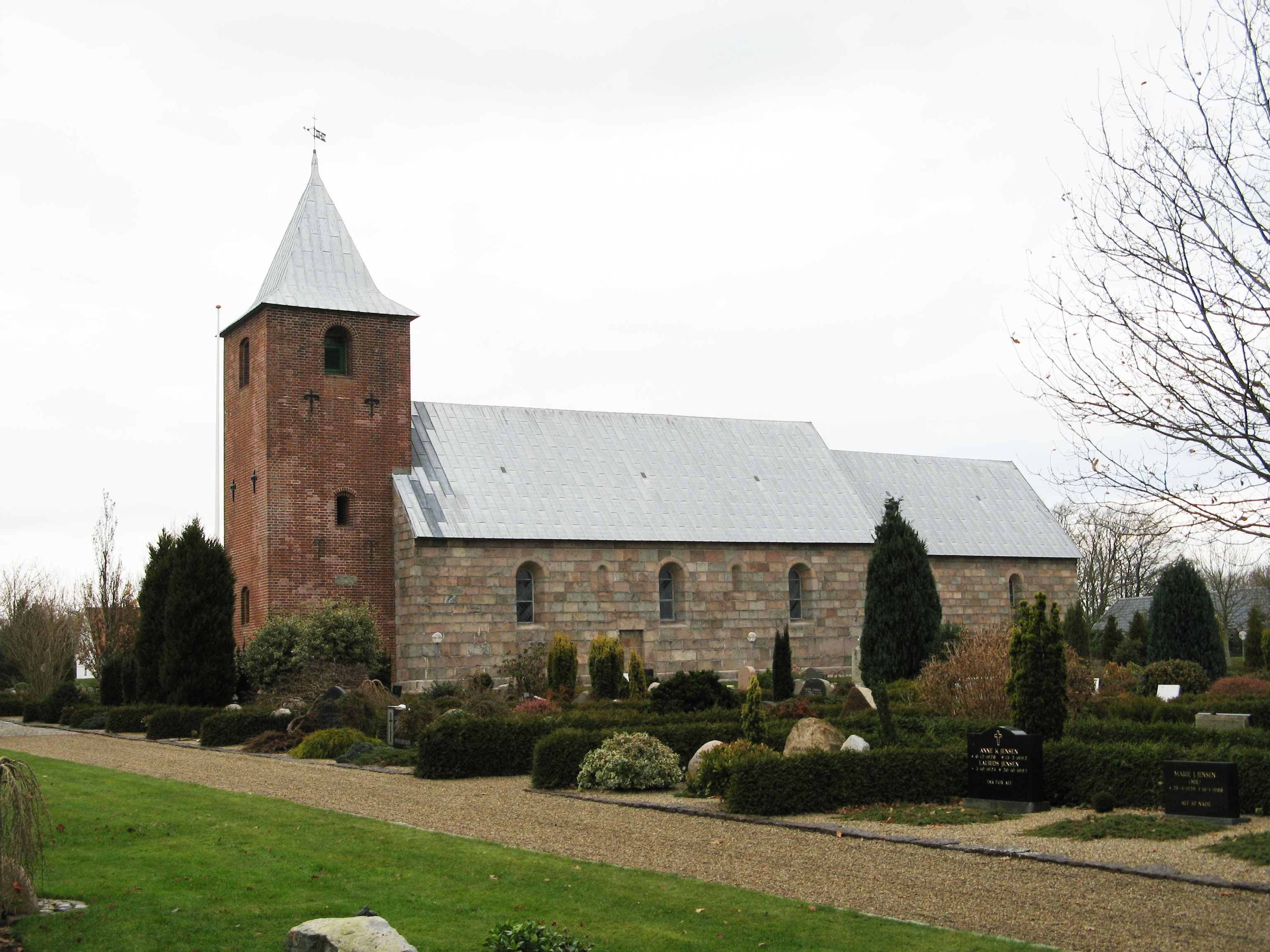
Skads Kirke von Süden

Im Kirchspiel leben 2278 Einwohner, davon 442 im Kirchdorf (Stand:1. Januar 2023). Im Kirchspiel liegt die Kirche „Skads Kirke“.
Nachbargemeinden sind im Norden Vester Nebel Sogn, im Nordosten Grimstrup Sogn (teilweise auf dem Gebiet der Varde Kommune), im Osten Vester Nykirke Sogn, im Südosten Sneum Sogn, im Süden Tjæreborg Sogn und Jerne Sogn und im Westen Kvaglund Sogn und Bryndum Sogn.